# Rebond post-glaciaire

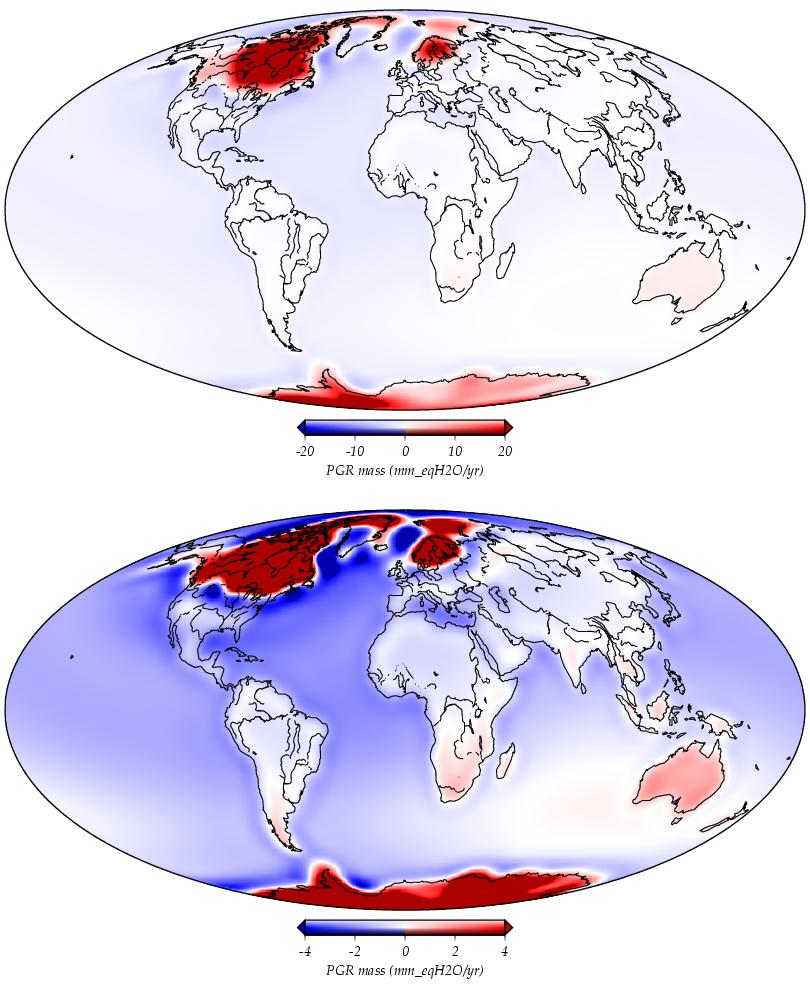
Modélisation de l'ajustement post-glacial quaternaire : les zones en rouge se soulèvent en raison de la fonte des calottes glaciaires. Les zones bleues s'affaissent à cause du remplissage des bassins océaniques consécutif à cette fonte.

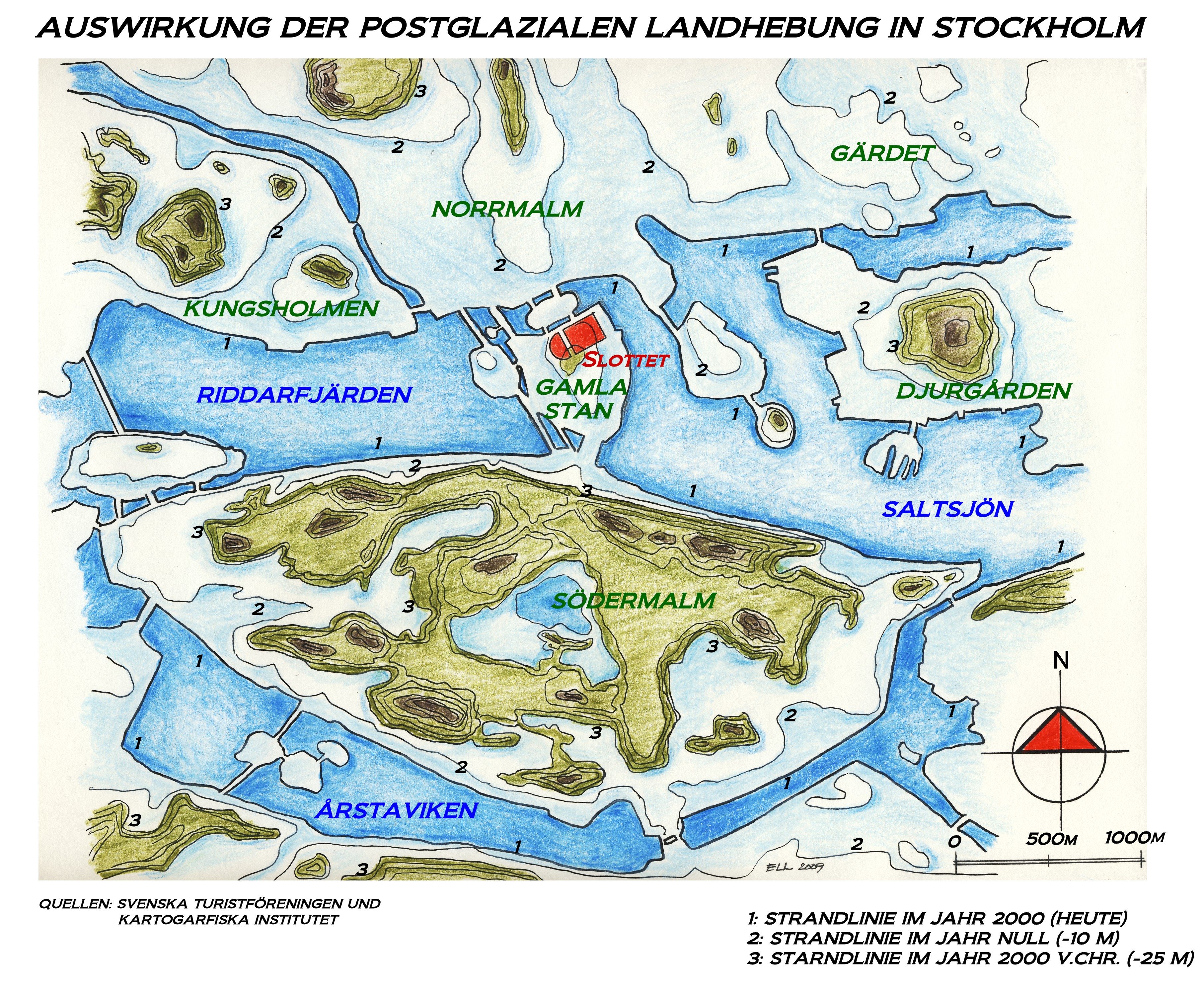
Les effets du rebond post-glaciaire à Stockholm. La carte indique l'accroissement des terres sur une période de 4000 ans.

Le rebond post-glaciaire (également appelé ajustement isostatique, rebond isostasique ou glacio-isostasie) est le relèvement de masses terrestres consécutif à la déglaciation et précisément à la fonte des calottes glaciaires. Ces masses, antérieurement comprimées par les charges de glace, se relèvent par isostasie. Cet ajustement isostatique, comprend, outre le déplacement vertical, des mouvements horizontaux de la lithosphère, des variations du champ de gravité, et d'éventuelles manifestations géologiques (réactivation du volcanisme, sismicité induite).
À l'échelle des temps géologiques, ce sont des mouvements très rapides (le rebond actuel est de l'ordre du centimètre par an), qui peuvent avoir des impacts sismiques significatifs (réactivations de failles, tremblements de terre).

## Dans l'hémisphère nord
Cette partie du monde est la plus concernée, car dans l'hémisphère sud, il n'y a pas de zones continentales affectées par une déglaciation, hormis la pointe de l'Amérique du sud. 
Autour du cercle polaire arctique, ce phénomène affecte plus directement les régions d'Europe septentrionale (en particulier l'Écosse, la Fennoscandie et le nord du Danemark), la Sibérie, le Canada ainsi que les Grands Lacs du Canada et des États-Unis. Il affecte aussi les fonds marins, et en particulier celui de la mer du Nord.

### Conséquences sismiques
- À chaque déglaciation, le recul et l'allègement des calottes glaciaires en Amérique du Nord et en Europe septentrionale ont induit un déséquilibre isostatique dans les couches lithosphère–asthénosphère. Les régions libérées du poids de la glace se soulèvent et un « bombement isostatique » apparaît. Ce double phénomène est encore en cours après la fin de la dernière glaciation, accompagnant une modification des contraintes intra-plaques dans la zone de l'ancienne calotte glaciaire, et à sa périphérie, notamment dans le secteur norvégien de la mer du Nord septentrionale qui fait l'objet d'une prospection ou exploitation pétrolière et gazière. 
La « flexure lithosphérique » est une cause probable « de la séismicité anormalement élevée dans la zone sismique de New Madrid, près du Centre des États-Unis (où les taux de déformations actuels atteignent 10−9an−1, soit près de 1000 fois le taux de « déformation sismique » environnant, 10−12 an−1)[3]. Cette zone a connu trois séismes extrêmement importants (M∼8) en 1811–1812, à la suite d'autres grands séismes survenus durant l'Holocène. Comme les sédiments tertiaires ne montrent pas de déformation significative dans ce secteur, la déglaciation constitue le facteur déclenchant le plus vraisemblable pour cette séismicité récente » estimaient en 2001 Mark D. Zoback et Balz Grollimund dans un Compte Rendu de l'Académie des sciences[3].
- À la suite des modifications différentielles de pression le long de certaines failles, des interactions avec la sismicité sous-marine, dont réactivation de failles situées sous les fonds marins peuvent accompagner ces phénomènes de rebonds (ex : faille centrale du champ de Visund, une faille normale inactive d'orientation grossièrement nord–sud, réactivée en jeu inverse dans les derniers 15 000 ans à cause d'un champ de contrainte en compression est–ouest, résultant de la déglaciation). 
Des fuites de gaz profonds  peuvent aussi se produire le long de failles en mouvement ou réactivées, phénomènes observés dans le nord de la Mer du Nord par exemple[2] sur une « faille inverse »  restée longtemps inactive, à cause d'une « augmentation récente de la contrainte de compression » dans la zone ; associée à un « rebond post-glaciaire » (soulèvement de masses géologiques (émergées ou immergées) à la suite de la fonte de la calotte glaciaire, bien plus rapide en arctique qu'en antarctique)[2], mais aussi à une pression interstitielle localement élevée dans la roche (ici en raison de la présence de gaz naturel dans un réservoir d'hydrocarbure situé sur le côté d’une des parois de la faille[2]), et ici en raison également d'une orientation de faille favorisant à nouveau son glissement (dans le contexte du champ de contrainte actuelle)[2].

## Indices géologiques
- Des témoignages géologiques de ce phénomène peuvent être trouvés, dont les plages fossiles et terrasses marines (« marqueurs de l'interaction entre soulèvement et oscillation du niveau de la mer. »[4]).